# 在法波兰人
在法波兰人是全欧洲规模最大的海外波兰人群体之一。大约有50万至100万有波兰血统者生活在法国，主要集中在北部-加来海峡地区、里尔大都会区、朗斯和瓦朗謝訥附近的采煤盆地以及法蘭西島大區。
在法波兰人群体中的名人包括波兰国王斯坦尼斯瓦夫一世、弗雷德里克·肖邦、亚当·密茨凯维奇、亚当·耶日·恰尔托雷斯基、玛丽·居里、雷蒙·科帕、奧布拉尼亞克、爱德华·盖莱克、让-雅克·高德曼以及勒内·戈西尼。